# 2. HVL 1995.
Druga hrvatska vaterpolska liga je predstavljala drugi rang hrvatskog vaterpolskog prvenstva za 1995.

## Ljestvice

### Jug
| mj | klub               | ut | pob | ner | por | golovi | bod |
| -- | ------------------ | -- | --- | --- | --- | ------ | --- |
| 1. | Bellevue Dubrovnik | 5  | 4   | 1   | 0   | 90:24  | 9   |
| 2. | Cavtat             | 5  | 4   | 0   | 1   | 57:44  | 8   |
| 3. | Gusar Mlini        | 5  | 3   | 1   | 1   | 63:35  | 7   |
| 4. | KPK Korčula        | 5  | 2   | 0   | 3   | 52:78  | 4   |
| 5. | Dupin Tučepi       | 5  | 2   | 0   | 3   | 43:77  | 4   |
| 6. | Jadran Neum        | 5  | 0   | 0   | 5   | 45:92  | 0   |

### Sjever
| mj | klub                      | ut                    | pob                   | ner                   | por                   | golovi                | bod                   |
| -- | ------------------------- | --------------------- | --------------------- | --------------------- | --------------------- | --------------------- | --------------------- |
| 1. | Viktorija Zagreb          | 12                    | 10                    | 0                     | 2                     | 154:81                | 20                    |
| 2. | Brodograditelj Betina     | 12                    | 9                     | 0                     | 3                     | 111:68                | 18                    |
| 3. | Biograd (Biograd na Moru) | 12                    | 8                     | 0                     | 4                     | 116:92                | 16                    |
| 4. | Delfin Rovinj             | 12                    | 6                     | 0                     | 6                     | 112:117               | 12                    |
| 5. | CPK Crikvenica            | 12                    | 5                     | 0                     | 7                     | 80:83                 | 10                    |
| 6. | Burin Rijeka              | 12                    | 3                     | 0                     | 9                     | 86:123                | 6                     |
| 7. | Zadar                     | 12                    | 3                     | 0                     | 9                     | 79:164                | 2                     |
|    | Vodovod Osijek            | odustali tokom sezone | odustali tokom sezone | odustali tokom sezone | odustali tokom sezone | odustali tokom sezone | odustali tokom sezone |

### Kvalifikacije za 1.HVL 1995./96.
Igrano u Splitu 8. – 10. rujna 1995.
| mj | klub                                 | ut | pob | ner | por | gol+ | gol- | bod |       |
| -- | ------------------------------------ | -- | --- | --- | --- | ---- | ---- | --- | ----- |
| 1. | Kvarner Express (Opatija)            | 3  | 2   | 1   | 0   | 32   | 29   | 5   | 1.HVL |
| 2. | Bellevue (Dubrovnik)                 | 3  | 2   | 0   | 1   | 29   | 27   | 4   | 1.HVL |
| 3. | Viktorija (Zagreb                    | 3  | 1   | 1   | 1   | 36   | 33   | 3   |       |
| 4. | Galeb - Makarska rivijera (Makarska) | 3  | 0   | 0   | 3   | 33   | 41   | 0   |       |

## Poveznice
- Prva hrvatska vaterpolska liga 1994./95.
- 3. HVL 1995.